# Противваздушна одбрана
Противваздушна или противваздухопловна одбрана (скр. ПВО) је у саставу војске, са задатком да штити ваздушни простор своје зоне одговорности, као и да пружа подршку својим копненим и укупним оружаним снагама. Крајњи јој је циљ заштита од непријатељског дејства из ваздушног простора — територије, становнишва, сопствених оружаних снага и инфраструктуре земље. Обично је део вида ратног ваздухопловства, а може бити и засебан. Сачињавају је — ловачка авијација (ЛА), артиљеријско ракетне јединице (АРЈ) и јединице за ваздухопловно обавештавање, јављање, извиђање и навођење (ВОЈИН или ВОЈ у Војсци Црне Горе), а то су родови војске.

## Терминологија
Термин „ваздушна одбрана“ је вероватно први пут употребила Британија када је противваздушна одбрана Велике Британије (ADGB) створена као команда Краљевског ваздухопловства 1925. [Докази из RPPC Првог светског рата показују да је термин противваздушна одбрана био у употреби до 1916. године. На разгледници из Првог светског рата је означено са „Наредници бр. 1 противавионске јединице Лондонске противваздушне одбране (S.W.) 20. фебруара 1916.]. Међутим, аранжмани у УК су се такође називали „anti-aircraft“, скраћено АА, а термин који је остао у општој употреби до 1950-их. После Првог светског рата то је понекад имало префикс „лаки“ или „тешки“ ((LAA или HAA) да би се класификовао тип топова или јединице. Надимци за противавионске топове укључују „АА „, „ААА“ или „трипле-А“ (скраћенице од „anti-aircraft artillery“ (противавионска артиљерија)), флак (од немачког), „ack-ack“ (из фонетичког алфабета који Британци користе за пренос гласа „АА“ ); и „арчи“ (британски термин из Првог светског рата који је вероватно сковао Амијас Бортон, а верује се да је изведен преко Краљевског летећег корпуса, од реченице комичара из музичке сале Џорџа Робија „Арчибалде, сигурно не!“). NATO дефинише противваздушно ратовање (AAW) као „мере предузете за одбрану поморских снага од напада ваздушним оружјем лансираним из авиона, бродова, подморница и копнених локација“.
Неенглески термини за противваздушну одбрану укључују немачки Флак или ФлаК (Fliegerabwehrkanone, „авионски одбрамбени топ“, који се такође наводи као Flugabwehrkanone), одакле енглески „flak“ и руски израз Противовоздушная оборона, у дословном преводу „противваздушна одбрана“, скраћено ПВО. На руском, ПВО системи се називају зенитније (i.e. „показујући на зенит“) системи (пушке, ракете итд). На француском, противваздушна одбрана се зове DCA (Défense contre les aéronefs, aéronef је генерички термин за све врсте ваздушних претњи (авион, ваздушни брод, балон, пројектил, ракета).

## Општи опис
Суштина ПВО је да открије непријатељске летелице и уништи их. Критично питање је погодити мету која се креће у тродимензионалном простору; напад не само да мора задовољи ове три координате, већ то мора да се деси и у тренутку када је мета на тој позицији. То значи да пројектили или морају бити вођени да погоде мету, или да буду циљани на предвиђени положај мете у тренутку када пројектил стигне до ње, узимајући у обзир брзину и правац и мете и пројектила.
Током 20. века, противваздушна одбрана је била једна од области војне технологије која се најбрже развијала, реагујући на еволуцију авиона и искоришћавајући технологију као што су радар, вођене ракете и рачунарство (у почетку електромеханичко аналогно рачунарство од 1930-их па надаље, као што је опрема описана испод). Побољшања су направљена на сензорима, техничкој контроли ватре, оружју и командовању и контроли. На почетку 20. века они су били или веома примитивни или их уопште није било.
У почетку су сензори били оптички и акустични уређаји развијени током Првог светског рата и настављени до 1930-их, али су брзо замењени радаром, који је заузврат допуњен оптроником током 1980-их. Команда и контрола остали су примитивни све до касних 1930-их, када је Британија створила интегрисани систем за ADGB који је повезао земаљску противваздушну одбрану Команде противваздушне команде британске војске, иако се противваздушна одбрана распоређена на терену ослањала на мање софистициране аранжмане. NATO је касније ове аранжмане назвао „копненим окружењем противваздушне одбране“, дефинисаним као „мрежа земаљских радарских локација и командних и контролних центара у оквиру специфичног театра операција који се користе за тактичку контролу операција противваздушне одбране“.
Правила ангажовања су критична за спречавање противваздушне одбране да делује на пријатељске или неутралне авионе. Њихова употреба је потпомогнута, али не и регулисана електронским уређајима за идентификацију пријатеља или непријатеља (IFF) који су првобитно уведени током Другог светског рата. Иако ова правила потичу од највишег органа власти, различита правила се могу применити на различите врсте противваздушне одбране које истовремено покривају исту област. AAAD обично ради по најстрожим правилима.
NATO ова правила назива наредбама о контроли оружја (WCO), и она су:
- без оружја: оружје може бити испаљено на било коју мету која није позитивно призната као пријатељска.
- оружје чврсто: оружје се може пуцати само на мете које су препознате као непријатељске.
- оружје задржано: оружје се може пуцати само у самоодбрани или као одговор на формално наређење.[3]

До 1950-их, топови који испаљују балистичку муницију били су стандардно оружје; вођене ракете су тада постале доминантне, осим на најкраћим дометима. Међутим, тип гранате или бојеве главе и њен фузиони и, код пројектила, распоред навођења били су и остали су различити. Мете није увек лако уништити; ипак, оштећени авиони могу бити приморани да прекину своју мисију и, чак и ако успеју да се врате и слете на пријатељску територију, могу бити ван погона данима или трајно. Занемарујући малокалибарско оружје и мање митраљезе, земаљски топови противваздушне одбране су варирали у калибру од 20 mm до најмање 152 mm.
Ваздушна одбрана је укључивала и друге елементе, иако је после Другог светског рата већина њих престала да се користи:
- Привезани баражни балони за одвраћање и претњу авионима који лете испод висине балона, где су подложни штетним сударима са челичним привезима.
- Каблови затегнути преко долина, понекад формирајући 'завесу' са вертикалним кабловима који висе са њих.[10]
- Рефлектори за осветљавање авиона ноћу и за залагаче оружја и за оператере оптичких инструмената. Током Другог светског рата рефлектори су постали контролисани радаром.
- Велике димне завесе које стварају велики димни канистери на земљи да би заклонили циљеве и спречили прецизно циљање оружја из авиона.

Пасивну противваздушну одбрану NATO дефинише као „пасивне мере предузете за физичку одбрану и заштиту особља, основних инсталација и опреме у циљу минимизирања ефикасности ваздушног и/или ракетног напада“. То остаје витална активност копнених снага и укључује камуфлажу и прикривање како би се избегло откривање од стране извиђачких и нападачких авиона. Мере попут камуфлирања важних зграда биле су уобичајене у Другом светском рату. Током Хладног рата, писте и прилазне стазе на неким аеродромима биле су офарбане у зелено.

## Историја
Различита ватрена оружја коришћена су у те сврхе још од појаве првих борбених авиона у Првом светском рату, са сталним повећањем ефикасности. У периоду након Другог светског рата почиње развој и коришћење вођених ракета земља-ваздух, топова и митраљеза. Данас се ти системи користе најчешће у комбинацији у системима противваздушне одбране земља-ваздух и ваздух-ваздух, а напредне ракете поседују „паметно“ навођење без учешћа авиона после лансирања (лансирај и заборави). Такве софистициране ракетне системе ваздух-ваздух користе ловачки авиони четврте и пете генерације.

### Прво обарање авиона дејством земља-ваздух
Дана 30. септембра 1915. године три аустроугарска авиона бомбардовала су Крагујевац. Радоје Љутовац је по наређењу командира већ био код свог топа, који је био модификовани турски топ, заробљен 1912. године и није имао противавионску намену. Нанишанио је и опалио гранату у правом моменту. Погодио је авион, марке Ферман, који се затресао, из њега је кренуо да избија дим и затим се срушио на земљу, у улицу Престолонаследника Петра, поред куће Обрена Јанковића. Ово је било прво забележено обарање авиона дејством са земље у светској историји ваздухопловства.